# Jacques Rivoal
Pour les articles homonymes, voir Rivoal (homonymie).
Jacques Rivoal, né le 5 juin 1958 à Issy-les-Moulineaux, est un dirigeant d’entreprises français, actuel président du Groupement d'intérêt public (GIP) chargé d'organiser la Coupe du monde de rugby 2023 en France.

## Carrière professionnelle
Diplômé de l’Institut d'études politiques de Paris, titulaire d'une maîtrise de sciences économiques de Paris Panthéon Sorbonne et ancien élève de l’École normale supérieure Paris-Saclay(alors ENS Cachan) où il était président de l'association de rugby ASPIQUE[réf. nécessaire]. Jacques Rivoal commence sa carrière au sein du groupe Renault, où il occupe les fonctions de directeur des ventes France, directeur général Renault en Allemagne, et directeur du marché Europe du G4 (Royaume-Uni, Espagne, Allemagne et Italie).
En 2010, il est nommé directeur de la marque Volkswagen au sein du groupe Volkswagen en France. En 2013, il devient président du groupe Volkswagen France. Il quitte le groupe Volkswagen France en mai 2017.
Depuis 2018, il préside FC2A, société de formation et de conseil. En 2019, il annonce la reprise du mandataire automobile Elite Auto.

## Comité d'organisation de la Coupe du monde de rugby 2023
Le 15 mai 2018, il est élu président du Groupement d'intérêt public (GIP) chargé d'organiser la Coupe du monde de rugby 2023 en France, par le conseil d’administration.
Ancien troisième ligne amateur, il entraîne régulièrement des équipes jeunes du Rugby Club de Versailles.